# Grubbel
Grubbel är en dikt av Nils Ferlin. Den ingår i diktsamlingen Dikter som publicerades 1949. Det är en kort dikt som är på åtta versrader, fördelade på endast en strof med sammanlagt 40 ord. Det är en storslagen dikt om hur vi tänker kring döden. Dikten är en tankeställare för många läsare men är inte en av Nils Ferlins mest kända. 

## Bakgrund
Nils Ferlin arbetade under sin första del av karriären som skådespelare och därefter som författare. Det var dock som poet han hade störst framgång och han har gjort en rad diktsamlingar genom åren. I slutet av 40-talet skrev Ferlin sina bästa diktsamlingar, hans mor avled under samma period vilket ledde till att han hamnade i depression. Nils med sina två systrar var faderlösa från tidig barndom då fadern drunknade eller troligen tog livet av sig. Dessa två faktorer spelade stor roll i Ferlins diktskrivande av denna dikt.

## Situation/tema
Situationen i dikten är en okänd person som utropar sina tankar och grubbel till/för en okänd lyssnare/värld. Texten syftar till alla och gör den mer åtkomlig eftersom det finns med "man", och "människa." Läsaren får aldrig veta vem som är människa, om det är en hon eller han utan personens lön förblir okänt genom hela dikten:
"en människa kan förstå."
"Man skulle ej grubbla och tänka"
"Man skulle ej snärjas av grubbel"
Dikten är ett budskap om övervägande eller snarare eftertanke på livet. Människor förstår så lite om allt i världen som gör att de måste grubbla och funderar över det de inte förstår. Författaren beskriver enligt sina ögon hur en människa tänker och skriver texten utifrån sina egna erfarenheter. Nils Ferlin var faderlös sedan tidig ålder och fick vara med om sin mors bortgång ganska tidigt i livet. Erfarenheten utifrån det kan ha satt sina spår på texten för beskrivningen om livet talar om grubbel och tänkande:
"så hastigt som livet går."
Situationen i texten handlar framför allt om ålderdom och synen på livets slut.

## Form
Dikten är byggd på korta (mellan 4 och 6 ord långa) rader med meningar delade på två rader. Uppdelningen av meningarna skapar pauser i texten mer än vad skiljetecken som komma eller tankstreck hade gjort i en löpande text. Värt att notera är mittendelen och avslutningen av dikten där det finns Anafor. Upprepningarna av meningarna är ett enkelt och effektivt sätt att understryka vad grubbel för med sig:
Tredje versraden: "Man skulle ej grubbla och tänka"
Sjunde versraden: "Man skulle ej snärjas av grubbel"
Fjärde stycket: "fogas till veckor"
Femte stycket: "veckorna fogas till år"

## Språk och stil
Berättarperspektivet är från författaren själv eftersom tankarna och handlingarna i texten beskrivs från ett tredjepersonsperspektiv då det inte finns några kommentarer från ett berättarjag. När det finns tankar i texten så är det svårt att fastställa en speciell person som är den talande personen. Dikten består av väldigt enkla meningar men det ger texten ett djup. Attityden i texten är negativ på det vis att vissa ord förklarar sorgsenhet och tunghet. Sista versraden får både en positiv och en negativ effekt:
"så hastigt som livet går.”
Den negativa effekten av versraden är att livet går fort och att äldre tänker över ålderdomen. Den positiva effekten av versraden är att ta vara på livet, vilket blir en uppmaning till det negativa. Istället för att tänka och grubbla över att tiden går fort, uppmanar dikten att se det positiva i livet, att bara leva och inte tänka eller grubbla över hastigheten som livet går i.